# Jerzy Buzek (1842–1907)
Jerzy Buzek (ur. 19 września 1842 w Końskiej, zm. 25 kwietnia 1907) – polski działacz społeczny, pradziadek premiera Polski Jerzego Buzka.

## Życiorys
Buzek był synem Jana i Anny z domu Cięgiel. 
Ukończył szkołę ludową w rodzinnej wsi i gimnazjum ewangelickie w Cieszynie. Mimo sukcesów w nauce (w mowie i piśmie opanował niemiecki, francuski, łacinę i grekę), nie kontynuował edukacji, lecz na życzenie matki miał objąć rodzinne gospodarstwo. Przez pewien czas przyuczał się do zawodu rolnika w Błędowicach Dolnych. Po powrocie do Końskiej zdobył spore uznanie i popularność. Nie zgodził się zostać wójtem, za to udzielał się w radzie szkolnej. Od 1860 prezbiter zboru ewangelickiego w Cieszynie. Był nim do 1903, kiedy został usunięty przez Niemców.
Z pierwszego małżeństwa z Marią Lazar miał synów Tadeusza i Jerzego, a z drugiego z Zuzanną Delong dziesięcioro dzieci, m.in. Józefa i Andrzeja.